# Синчук, Василий Прокофьевич
Васи́лий Проко́фьевич Синчук (1921—1944) — лётчик-истребитель, помощник командира 254-го истребительного авиационного полка по воздушно-стрелковой службе 269-й истребительной авиационной дивизии 14-й воздушной армии во время Великой Отечественной войны, участник обороны Ленинграда. Капитан. Герой Советского Союза (13 апреля 1944 года, посмертно).

## Биография
Синчук Василий Прокофьевич родился в 1921 году 15 февраля в посёлке Херсонский Кост (ныне Актюбинской области) в семье крестьянина.
Семья переехала в Орск в 1931 году и, учась в школе, Василий посещал местный аэроклуб. Окончил 7 классов неполной средней школы № 1 (ныне школа № 10 города Орска). Мальчишка весёлый, задиристый и с ранних лет влюблённый в небо. Мечта его сбылась. Попал Василий Синчук сначала в Орский аэроклуб, который с довоенных лет пользовался и продолжает пользоваться у молодёжи большой популярностью, затем учился в Чкаловском военном авиационном училище лётчиков имени К. Е. Ворошилова. Уже здесь инструкторы и товарищи отмечали незаурядное мастерство Василия. В 1939 году окончил Чкаловское училище лётчиков. Синчук получил назначение на Дальний Восток, где и застала его Великая Отечественная война.
Один за другим писал он рапорты с просьбой направить его на фронт. В первых шести рапортах ему было отказано. Однако Василий был настойчив и добился своего. С сентября 1942 года началась его служба в лётных частях Волховского фронта, где с первых боевых вылетов он проявил себя отважным воздушным бойцом. Так, 25 октября 1942 года, сопровождая штурмовики, он вступил в бой с немецкими истребителями Me-109 и сбил один из них. При возвращении на свой аэродром он обнаружил группу транспортных самолётов противника и тремя атаками сбил троих из них. За этот подвиг награждён орденом Красного Знамени.
Погиб 1 февраля 1944 года в районе железнодорожной станции Передольская, сбив тараном немецкий бомбардировщик Junkers Ju 87. Это была его вторая победа в этот день. Самолёт с останками лётчика был обнаружен в болоте близ Уторгоша в августе 1951 года школьниками В. Железковым и А. Максимовым. Василий Прокофьевич Синчук был захоронен на братском захоронении (с отдельной могилой) посёлка Уторгош, а на его могиле установлен гранитный обелиск.
Менее чем за полтора года пребывания на фронте прошёл в боях путь от рядового лётчика до помощника командира истребительного полка, совершил 305 боевых вылетов, штурмовыми ударами уничтожил до 150 солдат и офицеров противника, в 50 воздушных боях сбил 12 самолётов противника лично и 2 в группе.
Один из рассказов в книге Абрамова А. С. «Двенадцать таранов» посвящён Василию Прокофьевичу Синчуку.

## Память
- Имя В. П. Синчука носят улица и переулок в Орске Оренбургской области.
- Имя В. П. Синчука носит улица в посёлке Уторгош Новгородской области.

## Награды
- Присвоено звание Героя Советского Союза.
- Награждён орденами Ленина, Красного Знамени (дважды), медалями.

## Фото

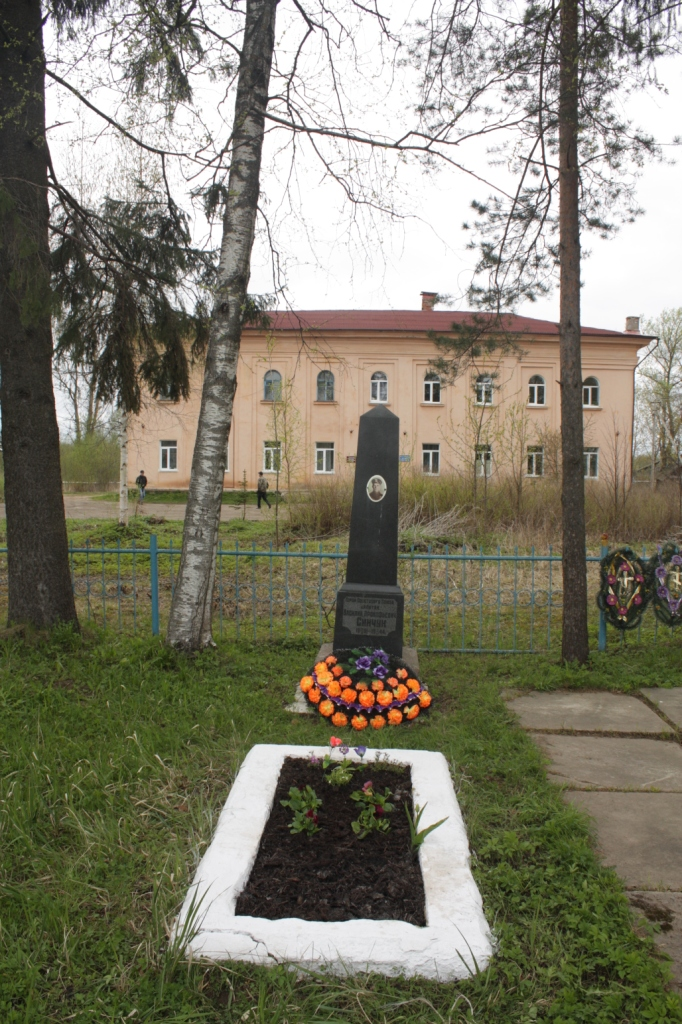
Могила в Уторгоше
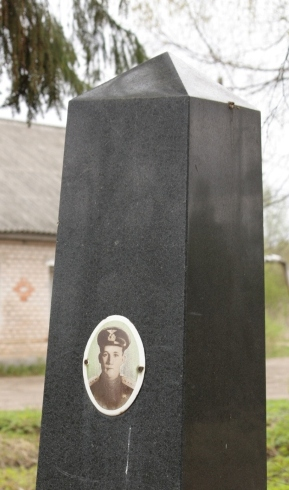
Обелиск в Уторгоше (фрагмент)
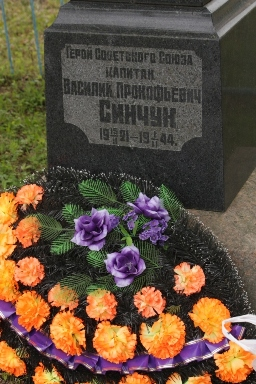
Обелиск в Уторгоше (фрагмент)
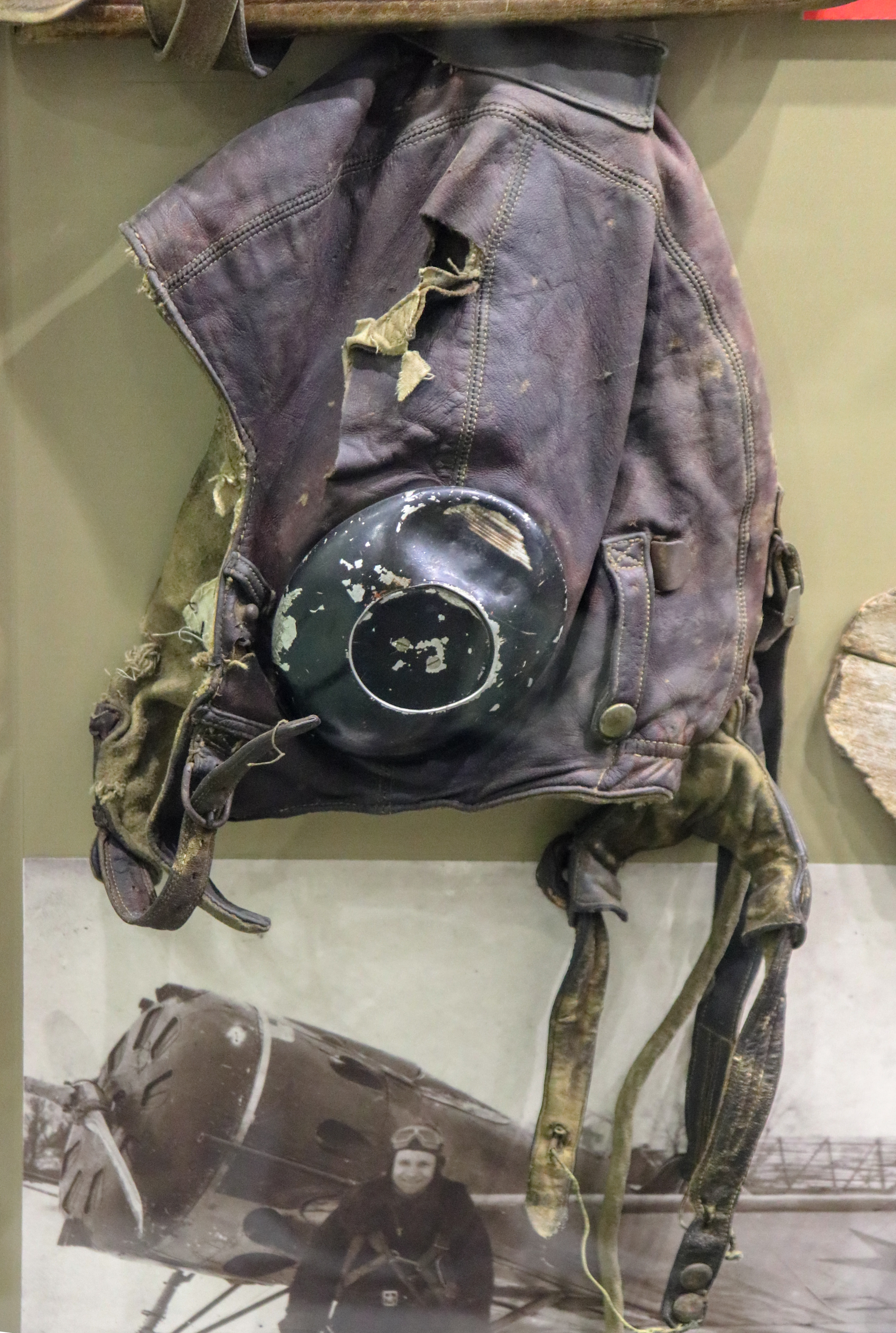
Шлемофон Василия Прокофьевича Синчука в экспозиции в Орского краеведческого музея